# Hongyancun
Hongyancun (chinesisch 红岩村社区, Pinyin Hóngyáncūn Shèqū) ist eine Einwohnergemeinschaft im Straßenviertel Hualongqiao des Stadtbezirks Yuzhong in der regierungsunmittelbaren Stadt Chongqing im Südwesten der Volksrepublik China. Hongyancun hat eine Fläche von 0,7 km² und im Juni 2012 eine Wohnbevölkerung von 3322 Einwohnern (1386 Einwohner mit Hauptwohnsitz gemeldet).

## Geschichte
Ein Bürogebäude der von der Kommunistischen Partei Chinas geführten 8. Marscharmee lag seit der japanischen Besetzung Wuhans im damaligen Dorf Hongyan. Die Dienststelle dieser Armee war von 1938 bis 1946 über die drei Ortschaften Hongyan (红岩村), Zengjiayan 曾家岩 und Guiyuan verteilt.
Die Stätten der Dienststelle der Achten Marscharmee in Chongqing (chin. Balujun Chongqing banshichu jiuzhi) stehen seit 1961 auf der Liste der Denkmäler der Volksrepublik China (1-28).